# Puttin’ on the Dog
«В собачьей шкуре» (англ. Puttin’ on the Dog) — шестнадцатый эпизод в серии короткометражек «Том и Джерри». Эпизод является сиквелом к серии «The Bodyguard». Дата выпуска: 28 октября 1944 года.

## Сюжет
Том гонится за Джерри и они прибегают к собачьему приюту (действие эпизода происходит предположительно после событий «The Bodyguard»). Джерри прыгает в проём между прутьев ограды, и когда Том туда заглядывает, его встречает группа собак, от которых Том едва спасается, спрятавшись за ближайшим деревом. Джерри, устроившись на Спайке, машет Тому рукой, тот недоволен и начинает думать, как же проникнуть в приют. Вдруг он видит собачий манекен около зоомагазина и снимает с него голову. Кот маскируется под пса и пытается пройти между прутьев ограды. Голова манекена застревает в проёме, и ничего не подозревающий Том натыкается на Спайка. Кот понимает, что на нём нет «маскировочной головы», сразу же её надевает и уходит. Тому повезло, что Спайк настолько туго соображает. Кот ищет укрытие для дальнейших действий.
Джерри становится сзади Тома и имитирует собачий лай. Сначала Том царапает стену и карабкается на неё от испуга, но потом понимает, что «собака» — это Джерри. Джерри убегает от кота в район будок. Том ищет мышонка и наконец видит его сидящим на кости, торчащей из будки. Том пытается вытащить её, но оказывается, что кость принадлежит Спайку. Пёс раздражается и лает на Тома, тот запихивает ему в рот кость и убегает, спрятавшись под огромным сенбернаром. Собака ложится спать на землю, и мы слышим хруст костей Тома.
Через несколько секунд Том вылезает из-под собаки, но понимает, что забыл под ней голову манекена и опять залезает под неё. После нескольких попыток Том вытаскивает голову, но она прилипает к его заду. Разбуженный сенбернар глядит назад и видит Тома, и тот поворачивается к нему задом и уходит на четырёх ногах. Том залезает в бочку и высматривает Джерри через пробоины, но мышонок находится в той же самой бочке и точно так же из неё выглядывает с другой стороны, не замечая Тома. Они встречаются взглядом, бочка «взорвана изнутри яростью Тома», и погоня продолжается. Джерри прячется в шерсти другой собаки и перемещается там. Том тоже прыгает в шерсть и ухитряется каким-то образом там полностью укрыться, как если бы он был размером с блоху (хотя он нисколько не уменьшился).
Проснувшийся пёс вычёсывает из шерсти их обоих, и они продолжают погоню. Джерри останавливает кота, забирает у него собачью голову и надевает её на себя. Спайк заходит за угол и видит отдельно кота и голову манекена. Том вовремя втягивает свою голову внутрь тела. Джерри убегает, а Том машет Спайку, и следует за мышью. Спайк визжит от ужаса, поскольку полагает, что увидел живого обезглавленного пса.
Том ищет Джерри и видит голову, похожую на голову собачьего манекена. Том прыгает на неё, но выясняется, что это — голова настоящей собаки. Пёс гавкает на Тома, и тот завязывает ему рот ошейником и убегает. Кот видит Джерри, укрытого под головой манекена и идущего за угол. Кот готовится отобрать маску. Но Спайк тоже заходит за угол, причём раньше Джерри. Том пытается надеть голову Спайка на свою, полагая, что просто возвращает себе свою маскировку. Но вскоре Том понимает, кто есть кто, и убегает за угол. Том ищет Джерри, но тот находится на его макушке, под маскировочным убором. Спайк опять появляется на месте действия и видит «серого пса с палевой головой» (замаскированного Тома). Джерри то приподнимает фальшивую голову, то поворачивает её набок; он пытается тем самым выдать Тома, но у него не получается, и Том убегает прочь. Наконец, скрывшись от Спайка, Том бьет Джерри у себя на голове, но получает только шишку. Опять приходит Спайк, и Том опять надевает фальшивую голову, но шишка выдаёт его с поличным. Сидящий на шишке сердитый Джерри показывает Спайку записку «Да, недотепа, это — кот» и пёс тявкает острыми зубами сзади кота и загоняет Тома на очень высокий фонарный столб. В охоте на кота, дерзко проникшего в собачий приют, участвуют и все остальные псы. Кот залезает на самую верхушку столба, чтобы разъярённые собаки не могли до него допрыгнуть. Они лают на испуганного кота, и Джерри присоединяется к ним — является, неся на себе фальшивую собачью голову, и тоже говорит «гав-гав-гав», стоя внизу столба. Теперь главная забота Джерри — не утратить маскировку, ибо все остальные псы (кроме старого знакомого Спайка) вряд ли обрадуются визиту мышонка.

## Факты
- Музыка из серии «The Zoot Cat» была задействована в мультфильме.
- Сенбернар из этого эпизода ранее появлялся в мультфильме «War Dogs» 1943 года.
- Спайк оказывается очень недогадливым псом.
- Сцена из ленты была использована в фильме «Стена».
- Погоня Спайка за Томом — отсылка к 5 серии «Пёс — нам не товарищ».
- В этой серии крик Спайка и собачий вой Джерри озвучивала Сара Бернер.